# Tamagaki

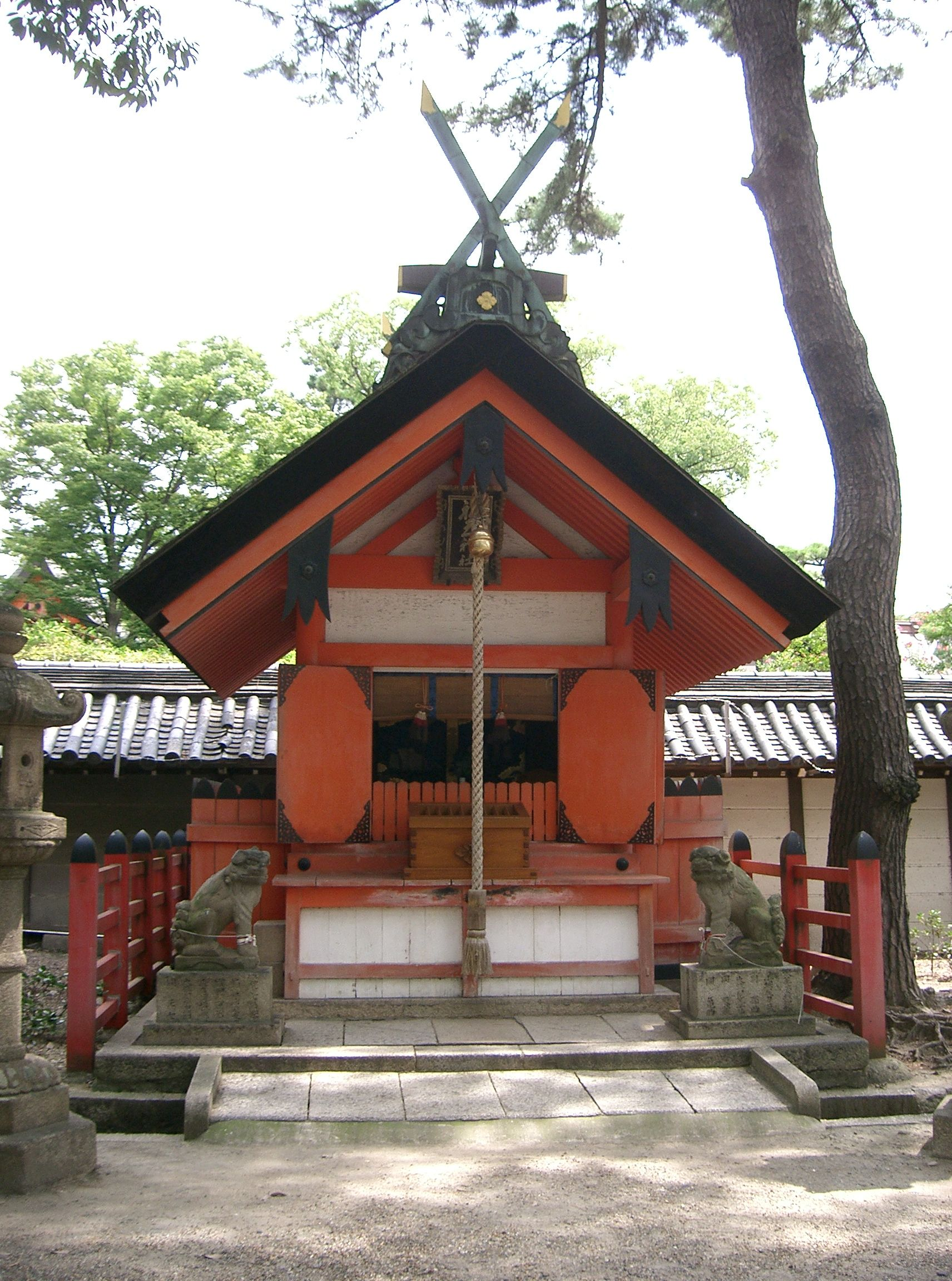
Funatama-jinja de Sumiyoshi-taisha entouré d'un tamagaki.

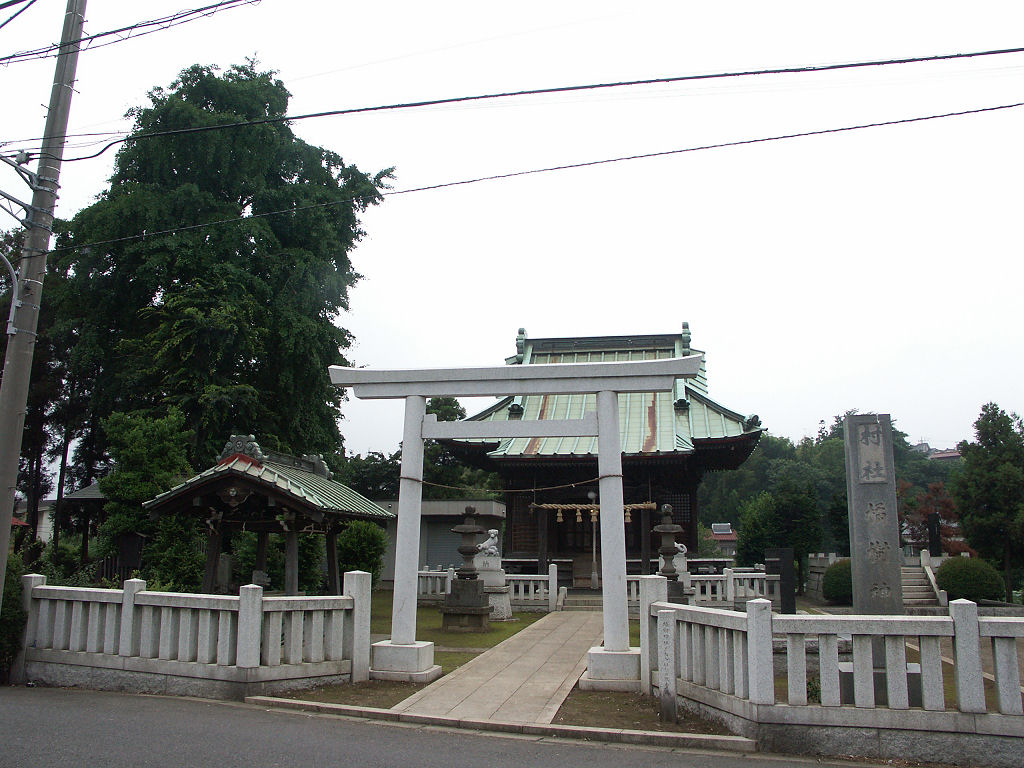
Tamagaki et torii de Tachibana-jinja.

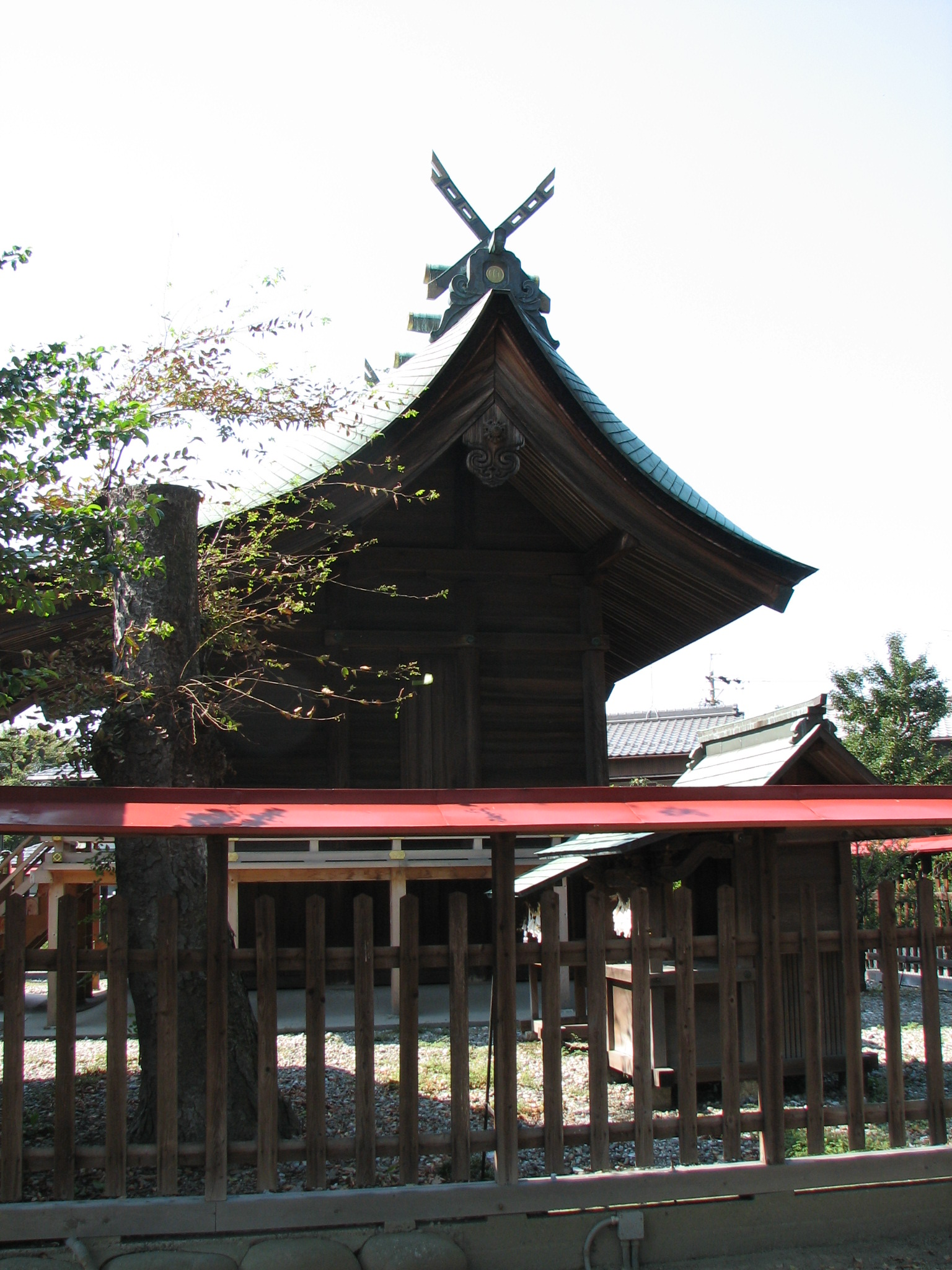
Honden et tamagaki d'Ōmiwa-jinja.

Un tamagaki (玉垣) est une clôture entourant un sanctuaire shinto japonais, un espace sacré ou un palais impérial. Il entoure généralement le honden (pavillon principal).

## Description
Les tamagaki étaient à l'origine des barrières faites uniquement d'arbres et de broussailles, essentiellement constituées de sakaki (cléyère) protégée par une clôture de brindilles appelées shibagaki (柴垣). Elles sont depuis construites avec différents matériaux dont le bois, la pierre et, ces dernières années, le béton. Les clôtures simples des temps anciens et médiévaux sont devenues plus élaborées dans le Japon pré-moderne avec l'ajout de toits, de boiseries et de calandres entre les poteaux. Le Tōzai Sukibei (東西透塀) de 1636 autour du sanctuaire principal de Nikkō Tōshō-gū en est un exemple,.
Selon le matériau et la technique utilisée, ces clôtures portent un nom différent :
- palissade (板玉垣, ita tamagaki?) faite de planches épaisses grossièrement finies,
- clôture en bois non écorcé (黒木の玉垣, kuroki no tamagaki?) faite de planches ou de grumes non pelées ou dénudées,
- clôture en bois équarri (角玉垣, kaku tamagaki?),
- clôture en treillis carré (角格子玉垣, kakugōshi tamagaki?) et clôture en grillage diagonal (筋違格子玉垣, sujikaigōshi tamagaki?),
- clôture vermillon (朱玉垣, shutamagaki?),
- tatehigo tamagaki (竪籤玉垣?) faite de fines lanières de bambou ou de bois fixées à la verticale,
- clôture à claire-voie (透垣, sukashigaki?).

Le tamagaki et la traditionnelle porte torii sont parfois remplacés par un couloir couvert appelé kairō et une porte rōmon. À l'origine bouddhiste, ce ne sont d'abord pas des éléments typiques de sanctuaires mais avec le temps, ils en sont souvent venus à jouer le rôle du plus traditionnel tamagaki. Un exemple fameux en est le Iwashimizu Hachiman-gū dans la préfecture de Kyoto. Ce phénomène s'explique en partie par la forte influence du Bouddhisme sur le culte des kamis due à la fusion syncrétique du Bouddhisme et de la religion locale shinbutsu shūgō).

## Clôtures multiples
Si l'espace clos est entouré par des clôtures multiples, la clôture la plus intérieure est généralement appelée mizugaki (瑞垣). Ainsi, le sanctuaire intérieur (内宮, naikū) d'Ise-jingū est entouré de quatre clôtures. De l'extérieur vers l'intérieur, on trouve :
- itagaki (板垣?) ou tamagaki 1 (一の玉垣, ichi no tamagaki?),
- tamagaki extérieur (外玉垣, sototamagaki?) ou tamagaki 2 (二の玉垣, ni no tamagaki?),
- tamagaki intérieur (内玉垣, uchitamagaki?) ou tamagaki 3 (三の玉垣, san no tamagaki?),
- et mizugaki[5],[2].

À Ise, ces clôtures séparent des aires distinctes pour les adorateurs de statut différent. Tous les visiteurs sont autorisés à passer une porte par la clôture la plus extérieure (itagaki), tandis que selon la tradition, seuls les membres de la famille impériale sont autorisés à passer par la deuxième clôture, le tamagaki extérieur. Ce privilège est maintenant accordé à des représentants élus. Les maires et autres membres des assemblées locales pratiquent le culte aux avant-toits intérieur du tamagaki extérieur, les représentants des gouvernements préfectoraux, les fonctionnaires du sanctuaire d'Ise-jingū et les trésors humains vivants se tiennent à mi-chemin entre les tamagaki intérieur et extérieur. Les premiers ministres du Japon, membres des deux Chambres de la diète et autres hauts responsables élus sont autorisés à se tenir juste à l'extérieur du passage vers le tamagaki intérieur. L'entrée au tamagaki intérieur est limitée aux membres de la famille impériale et seuls l'empereur et l'impératrice japonaise sont généralement autorisés à entrer par la clôture la plus intérieure (mizugaki),,,.